# Final Reprisal
Final Reprisal – filipińsko-amerykański film akcji z 1988 roku, w Europie znany także pod tytułami Assault System, Platoon Without Return i Warriors Without Return. Film zwiastował początek kariery młodego Brytyjczyka Gary'ego Danielsa, który wkrótce po odegraniu w nim głównej roli urósł do rangi gwiazdora kina akcji. Nakręcony niskim budżetem na Filipinach, został wydany na rynku video.

## Fabuła
Północny Wietnam. Były Minister Obrony Narodowej postanawia zemścić się na komandosie, sierżancie Davidzie Callahanie, za nieumyślne spowodowanie śmierci swej córki w trakcie wojny. Z pomocą Callahanowi przychodzi jego homoseksualny przyjaciel z wojska (i możliwy kochanek), uznawany przez bohatera za martwego Charles Murphy.

## Obsada
- Gary Daniels − sierżant David Callahan
- James Gaines − Charles Murphy
- David Light − Douglas Anderson
- Richard King − kapitan Vinai, kat przeprowadzający tortury na Callahanie
- Protacio Dee − Tran Van Phu
- Oscar Daniels − kolonel
- Hassim Hassam − El Chameleon

i inni